# Malkonahalli, Krishnarajpet
Malkonahalli là một làng thuộc tehsil Krishnarajpet, huyện Mandya, bang Karnataka, Ấn Độ.